# 醫局街170號

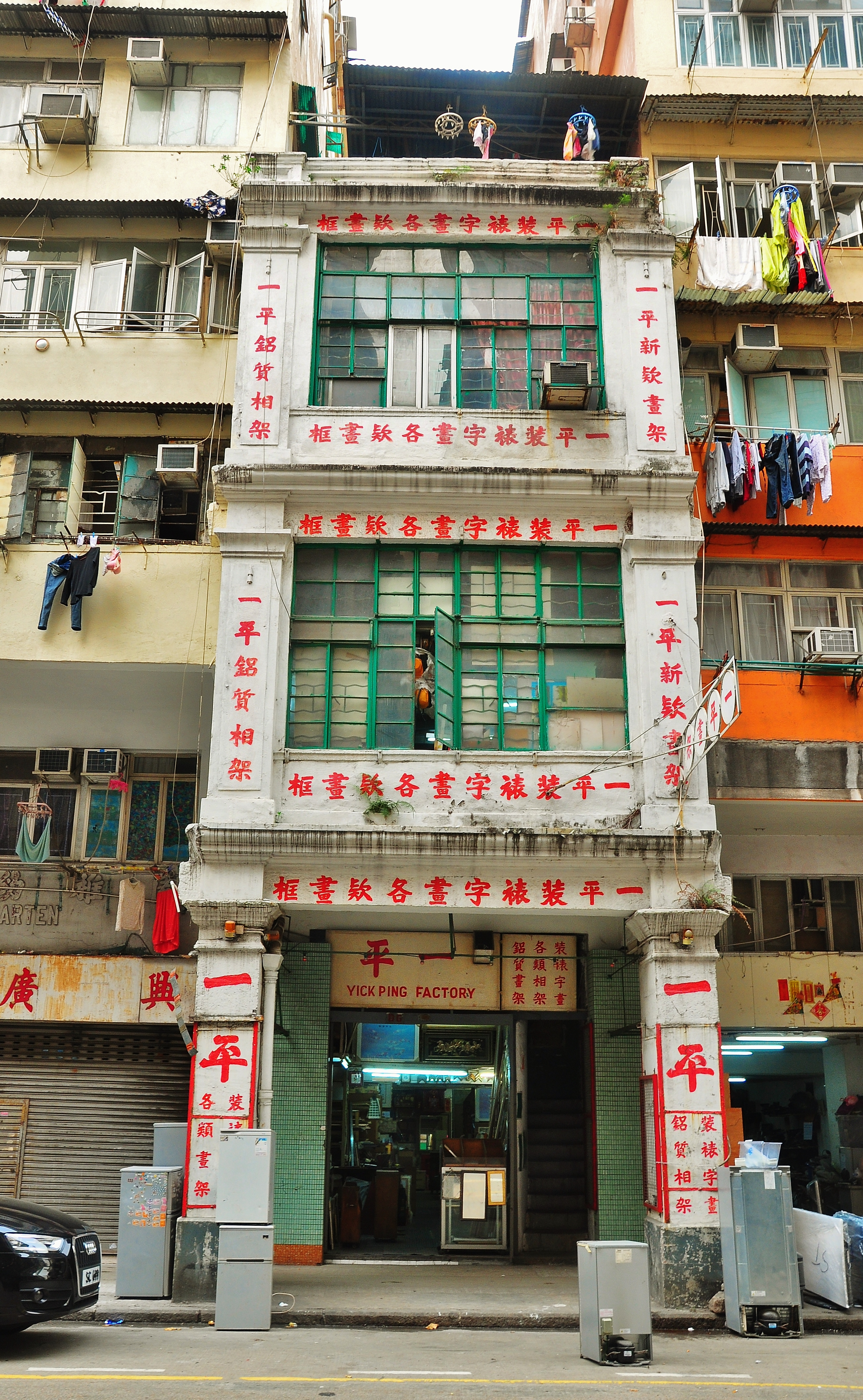
醫局街170號

22°19′42″N 114°09′36″E / 22.32833°N 114.16000°E
醫局街170號是香港九龍深水埗醫局街一幢具騎樓的三層唐樓，於2010年12月21日獲確認為二級歷史建築。

## 歷史
醫局街170號建於1920年代（大約96-105年樓齡），所在地段為新九龍內地段第39號A分段餘段（The Remaining Portion of Section A of New Kowloon Inland Lot No. 39），建築物的業權於1923年註冊，直至1960年以5萬港元轉讓與王姓買家。
現時的業主孫景燊與妻子於1977年購入用作「下舖上居」，在地下開設「一平」（Yick Ping Factory）裝裱字畫及配製畫框相架。由於整幢大廈為孫氏所有，將外牆油成全白配以紅色「一平」字樣。

## 建築特色
樓宇是20世紀初香港流行的敞廊式（arcade）騎樓商住混合建築物，樓高3層，2樓以上建有陽台，其支柱建於行人道上，支柱是平實而有規律的意大利塔司干柱式風格，並形成可為行人遮蔭避雨的廊。每層樓底高達4米，每層面積比下層細小，在樓宇後方成斜向上的設計，有助通風採光。

## 外部連結
- 醫局騎樓
- 深水埗戰前唐樓餘暉[永久]
- 深水埗導賞補充資料1 - 醫局街170號 (1923)[]